# Rujnica (Zavidovići)
Pour les articles homonymes, voir Rujnica.
Rujnica (en cyrillique : Рујница) est un village de Bosnie-Herzégovine. Il est situé dans la municipalité de Zavidovići, dans le canton de Zenica-Doboj et dans la fédération de Bosnie-et-Herzégovine. Selon les premiers résultats du recensement bosnien de 2013, il compte 1 466 habitants.

## Histoire
La « vieille mosquée » de Rujnica, construite en 1934 sur le site d'une ancienne mosquée en bois, est inscrite avec sa cour intérieure (en bosnien : harem) sur la liste des monuments nationaux de Bosnie-Herzégovine.

## Démographie

### Évolution historique de la population dans la localité
| 1948 | 1953 | 1961  | 1971  | 1981  | 1991  | 2013  |
| ---- | ---- | ----- | ----- | ----- | ----- | ----- |
| -    | -    | 1 158 | 1 481 | 1 598 | 1 690 | 1 466 |

|  |